# Сент-Чарлз (Мічиган)
Сент-Чарлз (англ. St. Charles) — селище (англ. village) в США, в окрузі Сегіно штату Мічиган. Населення — 1992 особи (2020).

## Географія
Сент-Чарлз розташований за координатами 43°17′54″ пн. ш. 84°8′52″ зх. д. / 43.29833° пн. ш. 84.14778° зх. д. (43.298335, -84.147648).  За даними Бюро перепису населення США в 2010 році селище мало площу 5,67 км², з яких 5,48 км² — суходіл та 0,20 км² — водойми.

## Демографія
Згідно з переписом 2010 року, у селищі мешкали 2054 особи в 864 домогосподарствах у складі 550 родин. Густота населення становила 362 особи/км².  Було 928 помешкань (164/км²).
Расовий склад населення:
| - 97,0 % — білих - 0,9 % — чорних або афроамериканців - 0,7 % — корінних американців - 0,1 % — азіатів |

До двох чи більше рас належало 1,1 %. Частка іспаномовних становила 5,2 % від усіх жителів.
За віковим діапазоном населення розподілялося таким чином: 24,1 % — особи молодші 18 років, 59,8 % — особи у віці 18—64 років, 16,1 % — особи у віці 65 років та старші. Медіана віку мешканця становила 38,7 року. На 100 осіб жіночої статі у селищі припадало 93,8 чоловіків;  на 100 жінок у віці від 18 років та старших — 87,3 чоловіків також старших 18 років.
Середній дохід на одне домашнє господарство  становив 48 641 долар США (медіана — 36 336), а середній дохід на одну сім'ю — 59 820 доларів (медіана — 47 250). Медіана доходів становила 41 500 доларів для чоловіків та 28 333 долари для жінок. За межею бідності перебувало 18,9 % осіб, у тому числі 26,3 % дітей у віці до 18 років та 7,8 % осіб у віці 65 років та старших.
Цивільне працевлаштоване населення становило 820 осіб. Основні галузі зайнятості: освіта, охорона здоров'я та соціальна допомога — 23,9 %, роздрібна торгівля — 18,4 %, виробництво — 16,3 %.